# Chiesa di Santa Maria delle Grazie (Collelongo)
La chiesa di Santa Maria delle Grazie, detta anche chiesa della Madonna a Monte, è un edificio di culto cattolico di Collelongo (AQ), in Abruzzo, nel territorio della diocesi di Avezzano.

## Storia

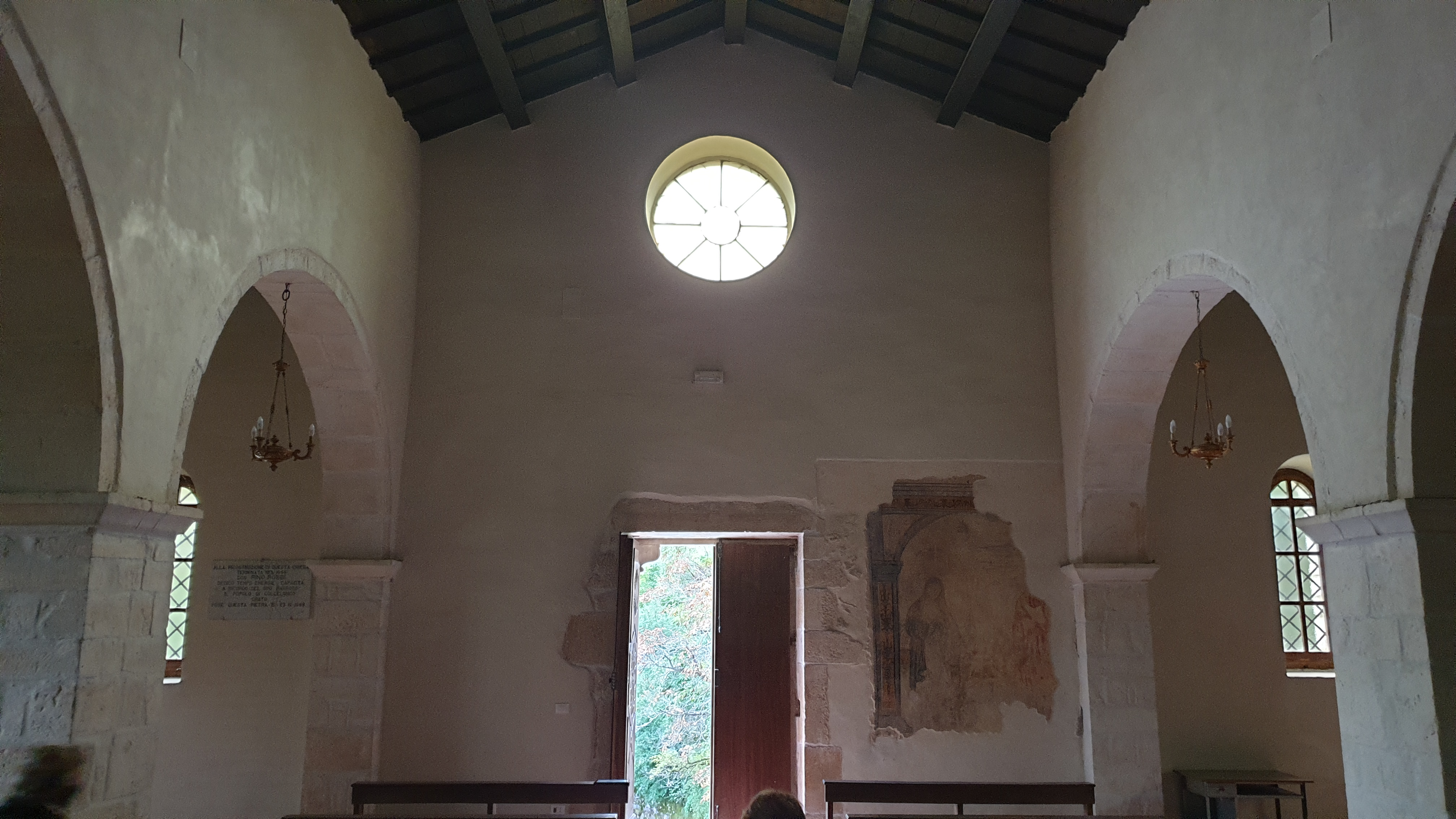
Il lucernario visto dall'interno

Probabilmente edificata nel corso dell'XI secolo, la chiesa extra moenia venne donata nel 1089 dal conte dei Marsi Gentile di Baldovino al monastero di Santa Maria in Luco. Citata come chiesa di Madonna a Monte nella Chronica sacri monasterii casinensis di Leone Marsicano, risultò inclusa, insieme alle pertinenze della prepositura cassinese del monastero di Luco, tra i possedimenti dell'abbazia di Montecassino. Pietro Diacono e Pietro Antonio Corsignani hanno riportato nelle loro opere come l'imperatore Lotario III abbia confermato tali donazioni nel corso del XII secolo.
Muzio Febonio ebbe modo di attestare che poco dopo l'ampliamento dell'edificio voluto dai benedettini e realizzato nel 1557, la chiesa entrò a far parte delle pertinenze della diocesi dei Marsi nel 1580. Nel corso della prima metà del Seicento i francescani divennero i possessori del luogo di culto, mentre a cominciare dal 1638 Sancta Maria Gratiarum extra Moenia venne scelta come chiesa sepolcrale e luogo dove venivano effettuate le sepolture senza dover corrispondere lo jus sepeliendi. 
Il convento della Madonna a Monte, dopo la soppressione avvenuta nel 1652, iniziò ad ospitare eremiti fino alla fine dell'Ottocento, periodo in cui avvenne di fatto anche la cessazione delle sepolture. Il complesso fu gravemente danneggiato dal terremoto della Marsica del 1915, per essere ampiamente ristrutturato nel corso del XX secolo quando è stato utilizzato anche come colonia estiva per i giovani.

## Descrizione
L'edificio di culto, situato distante rispetto al nucleo urbano di Collelongo, è collocato nei pressi del valico che conduce ai prati di Sant'Elia e sulla Serra Lunga. Raggiungibile da una scalinata posta lungo la strada del monte Mal Passo, si presenta dallo stile architettonico semplice, con la facciata in pietra che si caratterizza per la luminosità del portale e della lunetta. Internamente la struttura è predisposta su tre navate divise da file dì archi. L'effigie della Madonna delle Grazie è risalente all'epoca bizantina, probabilmente al XIII secolo. Gli elementi che impreziosiscono l'interno sono l'altare maggiore, la pala d'altare, i resti delle pitture murali e delle decorazioni.